# Lake Carrick
Der Lake Carrick ist ein See im Southland District der Region Southland auf der Südinsel von Neuseeland.

## Geographie
Der auf einer Höhe von 16 m liegende Lake Carrick befindet sich im Fiordland National Park, rund 5 km nordöstlich des Moana-whenua-pōuri / Edwardson Sound und rund 7,5 km südlich des Cook Channel, der zum Tamatea / Dusky Sound gehört. Der See, der sich mit seiner länglichen Form in einer Südwest-Nordost-Ausrichtung ausdehnt, besitzt eine Länge von rund 2,22 km und misst an seiner breitesten Stelle rund 400 m in Nordwest-Südost-Richtung. Die Gesamtfläche des Sees beträgt 65,8 Hektar und sein Seeumfang kommt auf eine Länge von rund 5,42 km.
Gespeist wird der Lake Carrick von dem im Nordosten liegenden Lake Purser, der über den Oho Creek seine Wässer zuträgt. Die Entwässerung hingegen führt über ein rund 20 m breites Verbindungsstück zum südwestlich liegenden Lake Cadman, der sich auf gleicher Seehöhe befindet.